# Divizia B 1963–1964
Divizia B 1963–1964 a fost al 24-lea sezon al celui de-al doilea nivel al sistemului de ligi ale fotbalului românesc.

## Formatul
Formatul a fost schimbat în două serii, fiecare dintre ele având 14 echipe. La sfârșitul sezonului, câștigătorii seriei au promovat în Divizia A, iar ultimele două locuri din fiecare serie au retrogradat în Divizia C.

## Schimbări de echipă
| Promovat din Campionatul Regional Retrogradat din Divizia A - Dinamo Bacău - Minerul Lupeni | Retrogradat în Divizia C - Dinamo Obor București - Recolta Carei - Progresul Alexandria - Vagonul Arad - Rapid Focșani - CFR Roșiori - Steaua Dej - Flamura Roșie Tecuci - Metalul Turnu Severin - CFR-IRTA Arad Promovat în Divizia A - Siderurgistul Galați - Dinamo Pitești - ASA Crișul Oradea |

### Echipe excluse
Crișana Oradea a retrogradat la sfârșitul sezonului 1962–63 Divizia A, dar a fost dizolvat în vacanța de vară și exclus din noul sezon al Diviziei B.

### Alte echipe retrogradate
Carpați Sinaia, Prahova Ploiești, Progresul Brăila și IMU Medgidia au fost retrogradate direct în Campionatul Local din cauza unui scandal de trucare de meciuri și, de asemenea, pentru evenimente de violență repetate. înregistrate pe stadioanele lor.

## Clasamentele ligii

### Seria I
| Loc | Echipa                    | MJ | V  | E | Î  | GM | GP | DG  | Pct | Promovare sau retrogradare |
| --- | ------------------------- | -- | -- | - | -- | -- | -- | --- | --- | -------------------------- |
| 1   | Știința Craiova (C, P)    | 26 | 12 | 8 | 6  | 45 | 27 | +18 | 32  | Promovarea în Divizia A    |
| 2   | Metalul Târgoviște        | 26 | 15 | 2 | 9  | 44 | 39 | +5  | 32  |                            |
| 3   | Poiana Câmpina            | 26 | 14 | 3 | 9  | 40 | 29 | +11 | 31  |                            |
| 4   | Dinamo Bacău              | 26 | 12 | 5 | 9  | 51 | 26 | +25 | 29  |                            |
| 5   | Metalul București         | 26 | 11 | 4 | 11 | 26 | 27 | −1  | 26  |                            |
| 6   | CFR Pașcani               | 26 | 9  | 8 | 9  | 31 | 33 | −2  | 26  |                            |
| 7   | Tractorul Brașov          | 26 | 10 | 5 | 11 | 35 | 27 | +8  | 25  |                            |
| 8   | Știința București         | 26 | 10 | 5 | 11 | 37 | 37 | 0   | 25  |                            |
| 9   | Flacăra Moreni            | 26 | 12 | 1 | 13 | 35 | 37 | −2  | 25  |                            |
| 10  | Unirea Râmnicu Vâlcea     | 26 | 10 | 5 | 11 | 37 | 48 | −11 | 25  |                            |
| 11  | Chimia Făgăraș            | 26 | 10 | 4 | 12 | 37 | 42 | −5  | 24  |                            |
| 12  | Știința Galați            | 26 | 9  | 5 | 12 | 40 | 35 | +5  | 23  |                            |
| 13  | Ceahlăul Piatra Neamț (R) | 26 | 8  | 7 | 11 | 43 | 49 | −6  | 23  | Retrogradarea în Divizia C |
| 14  | Foresta Fălticeni (R)     | 26 | 6  | 6 | 14 | 24 | 69 | −45 | 18  | Retrogradarea în Divizia C |

### Serie II
| Loc | Echipa                         | MJ | V  | E | Î  | GM | GP | DG  | Pct | Promovare sau retrogradare |
| --- | ------------------------------ | -- | -- | - | -- | -- | -- | --- | --- | -------------------------- |
| 1   | F.C. Baia Mare (C, P)          | 26 | 17 | 2 | 7  | 42 | 20 | +22 | 36  | Promovarea în Divizia A    |
| 2   | CSM Reșița                     | 26 | 14 | 4 | 8  | 40 | 24 | +16 | 32  |                            |
| 3   | CFR Timișoara                  | 26 | 11 | 9 | 6  | 31 | 27 | +4  | 31  |                            |
| 4   | Jiul Petrila                   | 26 | 9  | 8 | 9  | 30 | 35 | −5  | 26  |                            |
| 5   | Cugir                          | 26 | 9  | 8 | 9  | 19 | 37 | −18 | 26  |                            |
| 6   | Gaz Metan Mediaș               | 26 | 10 | 5 | 11 | 32 | 23 | +9  | 25  |                            |
| 7   | Mureșul Târgu Mureș            | 26 | 8  | 9 | 9  | 42 | 38 | +4  | 25  |                            |
| 8   | Industria Sârmei Câmpia Turzii | 26 | 11 | 3 | 12 | 44 | 40 | +4  | 25  |                            |
| 9   | ASMD Satu Mare                 | 26 | 11 | 3 | 12 | 30 | 37 | −7  | 25  |                            |
| 10  | Minerul Lupeni                 | 26 | 10 | 5 | 11 | 30 | 38 | −8  | 25  |                            |
| 11  | CSM Cluj                       | 26 | 9  | 4 | 13 | 34 | 31 | +3  | 22  |                            |
| 12  | CSM Sibiu                      | 26 | 9  | 4 | 13 | 27 | 26 | +1  | 22  |                            |
| 13  | Arieșul Turda (R)              | 26 | 8  | 6 | 12 | 30 | 36 | −6  | 22  | Retrogradarea în Divizia C |
| 14  | Flamura Roșie Oradea (R)       | 26 | 8  | 6 | 12 | 21 | 40 | −19 | 22  | Retrogradarea în Divizia C |